# Iván Hurtado
Iván Jacinto Hurtado Angulo (sinh ngày 16 tháng 8 năm 1974 tại Esmeraldas) là một cựu cầu thủ bóng đá chuyên nghiệp người Ecuador thi đấu ở vị trí trung vệ. Anh hiện là một trong những nam cầu thủ có số lần khoác áo đội tuyển quốc gia nhiều nhất trong lịch sử.

## Sự nghiệp câu lạc bộ
Anh bắt đầu sự nghiệp tại một câu lạc bộ nhỏ ở quê nhà, Esmeraldas Petrolero, lúc 16 tuổi. Một năm sau anh chuyển đến thi đấu tại một trong những câu lạc bộ tên tuổi nhất của Ecuador tọa lạc tại thành phố Guayaquil, Emelec, và đã có hai mùa giải xuất sắc với hai chức vô địch, anh đã ghi bàn thắng quyết định từ một quả đá phạt để trực tiếp mang về một trong hai danh hiệu đó cho câu lạc bộ.
Sự xuất sắc của anh đã giúp anh chuyển đến chơi ở Giải vô địch quốc gia Mexico, nơi mà anh thậm chí còn phát triển hơn nữa kỹ thuật phòng ngự và sự thông minh trong việc đọc trận đấu. Ivan đã có sức ảnh hưởng lớn ở câu lạc bộ đầu tiên, Celaya, anh đã dẫn dắt đội bóng vào đến vòng chung kết của giải vô địch Mexico. Sau đó anh chuyển đến Tigres. Anh tiếp tục di chuyển sang La Liga ở Tây Ban Nha để chơi cho Real Murcia. Sau khoảng thời gian thành công với Pachuca tại Primera División de México, anh chuyển sang chơi cho Al Arabi ở Giải vô địch Qatar, và tiếp tục tạo ấn tượng mạnh ở đó.
Sau kỳ World Cup tỏa sáng tại Đức, có nhiều thông tin cho rằng anh nhận được rất nhiều sự quan tâm từ đội bóng ở Premier League là Wigan Athletic, và hai câu lạc bộ ở La Liga, Recreativo Huelva và Villarreal. Tuy nhiên không có lời đồn nào là chính xác, và sau khi trải qua sáu tháng với câu lạc bộ Al Arabi, Hurtado di chuyển đến Colombia chơi cho Atlético Nacional, anh đã chỉ đạo hàng phòng ngự đội bóng và trở thành đội trưởng, góp công lớn vào những danh hiệu liên tiếp của câu lạc bộ trong năm 2007. Giữa năm 2009, anh trở lại Deportivo Quito trong phần còn lại của mùa giải.

## Sự nghiệp đội tuyển quốc gia
Hurtado nắm giữ kỷ lục là cầu thủ Ecuador trẻ nhất thi đấu cho đội tuyển quốc gia khi mới 17 tuổi 285 ngày. Anh xuất hiện tại các trận vòng loại World Cup nhiều hơn bất kỳ một cầu thủ nào khác trong lịch sử với 73 trận đấu, và có số lần khoác áo đội tuyển quốc gia nhiều hơn bất kỳ cầu thủ Nam Mỹ nào khác. Hurtado là một trong những cầu thủ chủ chốt, người đóng vai trò quan trọng trong việc giúp Ecuador lần đầu tiên góp mặt tại một kỳ World Cup tại World Cup 2002. Anh đã có một giải đấu ấn tượng, anh đã được tin tưởng để tiếp bước ngôi sao người Ecuador, Alex Aguinaga, trở thành đội trưởng của một thế hệ mới ở đội tuyển Ecuador, một thế hệ đang ngày càng hoàn thiện.
Màn trình diễn chói sáng nhất của anh là tại World Cup 2006, giải đấu trong mơ của Ecuador. Sự xuất sắc trong phòng ngự của anh đã làm các ngôi sao như tiền đạo người Ba Lan Jacek Krzynowek, tiền đạo người Costa Rica Paulo Wanchope, và những cầu thủ Anh như Wayne Rooney, Joe Cole, và Steven Gerrard phải nản lòng trong việc tìm đường đến khung thành.
Tuy nhiên, phong độ của anh đã bị suy giảm chỉ trong thời gian sáu tháng. Anh đã chơi cho Ecuador ở Copa América 2007, phong độ của anh là rất thấp và đã bị chỉ trích dữ dội từ người dân trong nước, đó là nguyên nhân chính khiến cho sớm phải rời cuộc chơi. Hurtado đá chính trong hai trận đầu tiên đối đầu với Chile và Mexico nhưng phải ngồi trên băng ghế dự bị trong trận đấu với Brasil.
Hurtado được triệu tập cho hai trận đấu đầu tiên ở Vòng loại World Cup 2010 đối đầu với Venezuela và Brasil, cả hai đều là những trận thua thảm hại. Kết quả là, anh đã cùng với người bạn đồng đội, Ulises de la Cruz, bị loại khỏi đội hình cho trận đấu tiếp theo gặp Paraguay.
Hurtado thông báo rằng đây có thể là chiến dịch vòng loại cuối cùng mà anh tham gia và đội tuyển Ecuador có thể vượt qua vòng loại. Anh đã phát biểu "Đã có những tài năng nở rộ và những cá nhân trẻ xuất hiện, và họ xứng đáng có được cơ hội mà tôi đã từng có" khi đề cập đến sự việc bị loại khỏi đội tuyển.

## Phong cách chơi bóng
Là một hậu vệ đẳng cấp, người hâm mộ đã đặt cho anh một biệt danh bằng tiếng Tây Ban Nha "Bam Bam" đôi chân của anh được so sánh với nhân vật Hanna-Barbera trong những gì anh đã làm cho câu lạc bộ của anh ta. Lối chơi của Ivan khác với người đồng đội ở đội tuyển Ecuador, Giovanny Espinoza. Trong khi Espinoza là một cầu thủ to lớn, sử dụng thể hình, sức mạnh và tốc độ để áp đảo đối thủ, thì Hurtado lại được biết đến là một cầu thủ hòa nhã và thường không có những pha vào bóng với đối thủ của mình. Ivan có nhiều pha tắc bóng chính xác, có khả năng tổ chức hàng phòng ngự và rất tự tin với quả bóng dưới chân anh, anh có thể thực hiện những đường chuyền đáng kinh ngạc lên phía trên.

## Thống kê sự nghiệp

### Bàn thắng ở đội tuyển quốc gia
| 1.                                     | 24 tháng 5 năm 1992 | ?, Thành phố Guatemala, Guatemala                              | Guatemala | 1–1 | Hòa   | Giao hữu                 |
| 2.                                     | 24 tháng 5 năm 1995 | Athletic Recreation Park Stadium, Toyama, Nhật Bản             | Scotland  | 2–1 | Thua  | Kirin Cup 1995           |
| 3.                                     | 24 tháng 4 năm 1996 | Sân vận động tượng đài Isidro Romero Carbo, Guayaquil, Ecuador | Perú      | 4–1 | Thắng | Vòng loại World Cup 1998 |
| 4.                                     | 2 tháng 6 năm 1996  | Sân vận động Olympic Atahualpa, Quito, Ecuador                 | Argentina | 2–0 | Thắng | Vòng loại World Cup 1998 |
| 5.                                     | 7 tháng 7 năm 1997  | Sân vận động José Pachencho Romero, Maracaibo, Venezuela       | Venezuela | 1–1 | Hòa   | Vòng loại World Cup 1998 |
| 6.                                     | 12 tháng 1 năm 2002 | Sân vận động tượng đài Isidro Romero Carbo, Guayaquil, Ecuador | Guatemala | 1–0 | Thắng | Giao hữu                 |
| 7.                                     | 9 tháng 2 năm 2003  | Sân vận động tượng đài Isidro Romero Carbo, Guayaquil, Ecuador | Estonia   | 1–0 | Thắng | Giao hữu                 |
| Chính xác đến ngày 22 tháng 3 năm 2012 |                     |                                                                |           |     |       |                          |

## Danh hiệu

### Câu lạc bộ
Emelec
- Serie A: 1993, 1994

Atlético Nacional
- Primera A: 2007-I, 2007-II

### Đội tuyển quốc gia
Ecuador
- Canada Cup: 1999
- Korea Cup: 1995

## Sự nghiệp chính trị
Trong cuộc Tổng tuyển cử Ecuador vào năm 2013 Hurtado đã được chọn làm thành viên Quốc hội. Hurtado là thành viên của Liên minh PAIS. Agustín Delgado và Ulises de la Cruz, cựu đồng đội của Hurtado ở đội tuyển quốc gia, cũng phục vụ cho Liên minh PAIS trong Quốc hội.